# Aleksandr Bibikov
Aleksandr Iljitj Bibikov, född 21 juli 1729 i Moskva, Ryssland, död 7 juni 1774 i Bugulma, Tatarstan, Ryssland, var en rysk statsman och militär officer.

## Biografi
Bibikov kom från en gammal ädel familj, fältmarskalk Mikhail Kutuzov var hans svåger. Han började sin militärtjänst 1746 och deltog i sjuårskriget (1756–1763). Han var enhetschef i slaget vid Zorndorf, där hans enhet förlorade 60 officerare och ungefär hälften av soldaterna men drog sig inte tillbaka. Han befordrades till överste av kejsarinnan Elisabet av Ryssland. Bibikov deltog också i slaget vid Kunersdorf och utnämndes därefter till militärkommandant i Frankfurt.
Bibikov agerade åren 1771-1774 mot det polska kosackrörelsen och 1773 fick han i uppdrag att undertrycka Jemeljan Pugatjovs uppror. I ett brev till Katarina II av Ryssland skrev han: "Jag förväntar mig från V. att lösningen av den lokala gränsfrågan inte ska ske på de polska villkoren utan på överenskommelsen i zbornomu (katedral)". Under kampanjen blev Bibikov sjuk i kolera och dog, 44 år gammal, och kejsarinnan beviljade en stor egendom till sin familj. All information visar att Bibikov kombinerade de klart militära och administrativa förmågorna och stor diplomatisk känsla med övertalningens oberoende och den oförgängliga ärligheten.
Bibikovs son från hans äktenskap med prinsessan Anastasia Semyonovna Kozlovskaya, Aleksandr Aleksandrovich Bibikov, tjänstgjorde som militär befälhavare i Napoleonkrigen och hade flera diplomatiska uppdrag. Denna gav också ut Bibikovs memoarer och levnadsteckning på ryska år 1817.